# Ганс-Вальтер Рікс
Ганс-Вальтер Рікс (нім. Hans-Walter Rix) — німецький астроном, директор Інституту астрономії імені Макса Планка в Гейдельберзі. Син мовознавця Гельмута Рікса.

## Біографія
Він здобув освіту в Фрайбурзькому університеті, Мюнхенському університеті та Університеті Аризони, де отримав ступінь доктора філософії. Він був Габблівським стипендіатом в Інституті перспективних досліджень у Принстоні в 1991–1994 роках, потім повернувся до Університеті Аризони, а з 1999 року працює директором Інституту астрономії імені Макса Планка в Гейдельберзі.
Рікс досліджує еволюцію галактик. Його докторська дисертація називалась «Компоненти диска в галактиках раннього типу». Він зробив важливий внесок у структуру та динаміку галактик, в еволюцію галактик з ранніх епох Всесвіту та формування нашого власного Чумацького Шляху та його супутників.

## Нагороди та відзнаки
- Астероїд 200750 Рікс, відкритий за допомогою Слоанівського цифрового огляду неба у 2001 році, був названий на його честь на знак визнання його внеску у динаміку та еволюцію галактик[2]. Офіційна цитата про найменування була опублікована Центром малих планет 17 листопада 2013 року (M.P.C. 85914)[3].

## Дивіться також
- Галактичний диск
- Галактична еволюція
- Надмасивна чорна діра
- Класифікація Габбла
- Місцева група
- Ланіакеа